# 필기체
필기체(筆記體, cursive)는 손으로 글자나 노트를 받아 쓰기 위해 고안된 손으로 쓴 필체이다.
라틴 문자와 키릴 문자에서 한 낱말 속의 글자들은 한 낱말에 하나의 복잡한 획을 가지며 연결이 되어 있다. 영국식 영어에서는 모아 쓰기(joined-up writing)라고 하며, 호주에서는 흘려 쓰기 (running writing)라고 한다. 필기체는 낱말들이 연결되지 않는 이른바 목판 글자 또는 일부 낱말들만 연결되는, 필기체와 활자 성격을 가진 활자체와 구별된다. 히브리어 필기체와 로마어 필기체에서 문자들은 연결되어 있지 않다.

필기체 알파벳의 예 - 대문자, 소문자.

## 같이 보기
- 흑자체
- 서도 (예술)
- 초서
- 손글씨
- 신관문자
- 문자의 역사
- 고문자학
- 종이
- 펜
- 속기
- 쥐털린체